# 东安格利亚大学气候研究中心
东安格利亚大学气候研究中心（英語：Climatic Research Unit，縮寫：CRU）是隸屬於英國东安格利亚大学的組織。作為在自然及人為氣候改變研究項目上的全球眾多領先學術機構之一，它得到廣泛的認受性。
它雲集了三十多名研究科學家與學生，並建立了大量應用於氣候研究的數據群，包括了全球溫度記錄來監測氣候系統，還有一些統計軟件包及氣候模型。

## 外部連結
- http://www.cru.uea.ac.uk/（页面存档备份，存于）